# Šahovska olimpijada
Šahovska olimpijada je šahovsko natjecanje koje službeno organizira FIDE od 1927. i održava se svake parne godine. Prije Prvog svjetskog rata ponekad se održavala i svake godine. Također pojavio se i niz "neslužbenih" nizova Šahovskih olimpijada koje su zaustavljene 1976. godine. Iako je šah zastupljen u športskim dijelovima mnogih novina diljem svijeta, ipak nije priznat ni ubrojen u olimpijske športove. Unatoč tome FIDE je danas član Međunarodnog olimpijskog odbora i poštuje njegova pravila.  To znači da bi šah mogao postati olimpijski šport u budućnosti, iako većina stručnjaka smatra da se to neće dogoditi.
Ženski ekipni kup je poznat kao Kup Vere Menčik

## Olimpijada za muškarce
| godina | događaj                           | mjesto         | zlato            | srebro                 | bronca            |
| ------ | --------------------------------- | -------------- | ---------------- | ---------------------- | ----------------- |
| 1924.  | Šahovska olimpijada (pojedinačno) | Pariz          | Čehoslovačka     |                        |                   |
| 1926.  | Ekipni turnir (dio skupa FIDE)    | Budimpešta     | Mađarska         |                        |                   |
| 1927.  | 1. šahovska olimpijada            | London         | Mađarska 40      | Danska 38,5            | Engleska 36,5     |
| 1928.  | 2. šahovska olimpijada            | Den Haag       | Mađarska 44      | SAD 39,5               | Poljska 37        |
| 1930.  | 3. šahovska olimpijada            | Hamburg        | Poljska 48,5     | Mađarska 47            | Njemačka 44,5     |
| 1931.  | 4. šahovska olimpijada            | Prag           | SAD 48           | Poljska 47             | Čehoslovačka 46,5 |
| 1933.  | 5. šahovska olimpijada            | Folkestone     | SAD 39           | Čehoslovačka 37,5      | Švedska 34        |
| 1935.  | 6. šahovska olimpijada            | Varšava        | SAD 54           | Švedska 52,5           | Poljska 52        |
| 1936.  | neslužbena Šahovska olimpijada    | München        | Mađarska         | Poljska                | Njemačka          |
| 1937.  | 7. šahovska olimpijada            | Stockholm      | SAD 54,5         | Mađarska 48,5          | Poljska 47        |
| 1939.  | 8. šahovska olimpijada            | Buenos Aires   | Njemačka 36      | Poljska 35,5           | Estonija 33,5     |
| 1950.  | 9. šahovska olimpijada            | Dubrovnik      | Jugoslavija 45,5 | Argentina 43,5         | SR Njemačka 40,5  |
| 1952.  | 10. šahovska olimpijada           | Helsinki       | SSSR 21          | Argentina 19,5         | Jugoslavija 19    |
| 1954.  | 11. šahovska olimpijada           | Amsterdam      | SSSR 34          | Argentina 27           | Jugoslavija 26,5  |
| 1956.  | 12. šahovska olimpijada           | Moskva         | SSSR 31          | Jugoslavija 26,5       | Mađarska 26,5     |
| 1958.  | 13. šahovska olimpijada           | München        | SSSR 34,5        | Jugoslavija 29         | Argentina 25,5    |
| 1960.  | 14. šahovska olimpijada           | Leipzig        | SSSR 34          | SAD 29                 | Jugoslavija 27    |
| 1962.  | 15. šahovska olimpijada           | Varna          | SSSR 31,5        | Jugoslavija 28         | Argentina 26      |
| 1964.  | 16. šahovska olimpijada           | Tel Aviv       | SSSR 36,5        | Jugoslavija 32         | SR Njemačka 30,5  |
| 1966.  | 17. šahovska olimpijada           | Havana         | SSSR 39,5        | SAD 34,5               | Mađarska 33,5     |
| 1968.  | 18. šahovska olimpijada           | Lugano         | SSSR 39,5        | Jugoslavija 31         | Bugarska 30       |
| 1970.  | 19. šahovska olimpijada           | Siegen         | SSSR 27,5        | Mađarska 26,5          | Jugoslavija 26    |
| 1972.  | 20. šahovska olimpijada           | Skoplje        | SSSR 42          | Mađarska 40,5          | Jugoslavija 38    |
| 1974.  | 21. šahovska olimpijada           | Nica           | SSSR 46          | Jugoslavija 37,5       | SAD 36,5          |
| 1976.  | 22. šahovska olimpijada *         | Haifa          | SAD 37           | Nizozemska 36,5        | Mađarska 35,5     |
| 1976.  | Šahovska protuolimpijada          | Tripoli        | Salvador         | Tunis                  | Pakistan          |
| 1978.  | 23. šahovska olimpijada           | Buenos Aires   | Mađarska 37      | SSSR 36                | SAD 35            |
| 1980.  | 24. šahovska olimpijada           | Valletta       | SSSR 39          | Mađarska 39            | Jugoslavija 35    |
| 1982.  | 25. šahovska olimpijada           | Luzern         | SSSR 42,5        | Čehoslovačka 36        | SAD 35            |
| 1984.  | 26. šahovska olimpijada           | Solun          | SSSR 41          | Engleska 37            | SAD 35            |
| 1986.  | 27. šahovska olimpijada           | Dubai          | SSSR 40          | Engleska 39            | SAD 38            |
| 1988.  | 28. šahovska olimpijada           | Solun          | SSSR 40,5        | Engleska 34,5          | Nizozemska 34,5   |
| 1990.  | 29. šahovska olimpijada           | Novi Sad       | SSSR 39          | SAD 35,5               | Engleska 35,5     |
| 1992.  | 30. šahovska olimpijada           | Manila         | Rusija 39        | Uzbekistan 35          | Armenija 34,5     |
| 1994.  | 31. šahovska olimpijada           | Moskva         | Rusija 37,5      | Bosna i Hercegovina 35 | Rusija II 34,5    |
| 1996.  | 32. šahovska olimpijada           | Erevan         | Rusija 38,5      | Ukrajina 35            | SAD 34            |
| 1998.  | 33. šahovska olimpijada           | Elista         | Rusija 35,5      | SAD 34,5               | Ukrajina 32,5     |
| 2000.  | 34. šahovska olimpijada           | Carigrad       | Rusija 38        | Njemačka 37            | Ukrajina 35,5     |
| 2002.  | 35. šahovska olimpijada           | Bled           | Rusija 38,5      | Mađarska 37,5          | Armenija 35       |
| 2004.  | 36. šahovska olimpijada           | Calviá         | Ukrajina 39,5    | Rusija 36,5            | Armenija 36,5     |
| 2006.  | 37. šahovska olimpijada           | Torino         | Armenija 36      | Kina 34                | SAD 33            |
| 2008.  | 38. šahovska olimpijada           | Dresden        | Armenija 19      | Island 18              | SAD 17            |
| 2010.  | 39. šahovska olimpijada           | Hanti-Mansijsk | Ukrajina 19      | Rusija 18              | Island 17         |
| 2012.  | 40. šahovska olimpijada           | Carigrad       | Armenija 19      | Rusija 19              | Ukrajina 18       |
| 2014.  | 41. šahovska olimpijada           | Tromsø         | Kina 19          | Mađarska 17            | Indija 17         |
| 2016.  | 42. šahovska olimpijada           | Baku           | SAD 20           | Ukrajina 20            | Rusija 18         |
| 2018.  | 43. šahovska olimpijada           | Batumi         | Kina 18          | SAD 18                 | Rusija 18         |
| 2022.  | 44. šahovska olimpijada           | Hanti-Mansijsk | Uzbekistan 19    | Armenija 19            | Indija 18         |
| 2024.  | 45. šahovska olimpijada           | Budimpešta     | Indija 21        | SAD 17                 | Uzbekistan 17     |

Napomene:
- 1976. godine SSSR i druge komunističke države su bojkotirale olimpijadu zbog političkih razloga.

## Olimpijada za žene
| godina | dodađaj                                         | mjesto         | zlato         | srebo            | bronca          |
| ------ | ----------------------------------------------- | -------------- | ------------- | ---------------- | --------------- |
| 1957.  | 1. ženska olimpijada                            | Emmen          | SSSR 10,5     | Rumunjska 10,5   | DR Njemačka 10  |
| 1963.  | 2. ženska olimpijada                            | Split          | SSSR 25       | Jugoslavija 24,5 | DR Njemačka 21  |
| 1966.  | 3. ženska olimpijada                            | Oberhausen     | SSSR 22       | Rumunjska 20,5   | DR Njemačka 17  |
| 1969.  | 4. ženska olimpijada                            | Lublin         | SSSR 26       | Mađarska 20,5    | Čehoslovačka 19 |
| 1972.  | 20. šahovska olimpijada (5. ženska olimpijada)  | Skoplje        | SSSR 11,5     | Rumunjska 8,5    | Mađarska 8      |
| 1974.  | 6. ženska olimpijada                            | Medellín       | SSSR 13,5     | Rumunjska 13,5   | Bugarska 13     |
| 1976.  | 22. šahovska olimpijada (7. ženska olimpijada)  | Haifa          | Izrael 17     | Engleska 11,5    | Španjolska 11,5 |
| 1978.  | 23. šahovska olimpijada (8. ženska olimpijada)  | Buenos Aires   | SSSR 16       | Mađarska 11      | SR Njemačka 11  |
| 1980.  | 24. šahovska olimpijada (9. ženska olimpijada)  | Valletta       | SSSR 32,5     | Mađarska 32      | Poljska 26,5    |
| 1982.  | 25. šahovska olimpijada (10. ženska olimpijada) | Luzern         | SSSR 33       | Rumunjska 30     | Mađarska 26     |
| 1984.  | 26. šahovska olimpijada (11. ženska olimpijada) | Solun          | SSSR 32       | Bugarska 27,5    | Rumunjska 27    |
| 1986.  | 27. šahovska olimpijada (12. ženska olimpijada) | Dubai          | SSSR 33,5     | Mađarska 29      | Rumunjska 28    |
| 1988.  | 28. šahovska olimpijada (13. ženska olimpijada) | Solun          | Mađarska 33   | SSSR 32,5        | Jugoslavija 28  |
| 1990.  | 29. šahovska olimpijada (14. ženska olimpijada) | Novi Sad       | Mađarska 35   | SSSR 35          | Kina 29         |
| 1992.  | 30. šahovska olimpijada (15. ženska olimpijada) | Manila         | Gruzija 30,5  | Ukrajina 29      | Kina 28,5       |
| 1994.  | 31. šahovka olimpijada (16. ženska olimpijada)  | Moskva         | Gruzija 32    | Mađarska 31      | Kina 27         |
| 1996.  | 32. šahovska olimpijada (17. ženska Olimpijada) | Erevan         | Gruzija 30    | Kina 28,5        | Rusija 28,5     |
| 1998.  | 33. šahovska olimpijada (18. ženska olimpijada) | Elista         | Kina 29       | Rusija 27        | Gruzija 27      |
| 2000.  | 34. šahovska olimpijada (19. ženska olimpijada) | Carigrad       | Kina 32       | Gruzija 31       | Rusija 28,5     |
| 2002.  | 35. šahovska olimpijada (20. ženska olimpijada) | Bled           | Kina 29,5     | Rusija 29        | Poljska 28      |
| 2004.  | 36. šahovska olimpijada (21. ženska olimpijada) | Calvià         | Kina 31       | SAD 28           | Rusija 27,5     |
| 2006.  | 37. šahovska olimpijada (22. ženska olimpijada) | Torino         | Ukrajina 29,5 | Rusija 28        | Kina 27,5       |
| 2008.  | 38. šahovska olimpijada (23. ženska olimpijada) | Dresden        | Gruzija 18    | Ukrajina 18      | SAD 17          |
| 2010.  | 39. šahovska olimpijada (24. ženska olimpijada) | Hanti-Mansijsk | Rusija 22     | Kina 18          | Gruzija 16      |
| 2012.  | 40. šahovska olimpijada (25. ženska olimpijada) | Carigrad       | Rusija 19     | Kina 19          | Ukrajina 18     |
| 2014.  | 41. šahovska olimpijada (26. Ženska olimpijada) | Tromsø         | Rusija 20     | Kina 18          | Ukrajina 18     |
| 2016.  | 42. šahovska olimpijada (27. ženska olimpijada) | Baku           | Kina 20       | Poljska 17       | Ukrajina 17     |
| 2018.  | 43. šahovska olimpijada (28. ženska olimpijada) | Batumi         | Kina 18       | Ukrajina 18      | Gruzija 17      |
| 2022.  | 44. šahovska olimpijada (29. ženska olimpijada) | Chennai        | Ukrajina 18   | Gruzija 18       | Indija 17       |
| 2024.  | 45. šahovska olimpijada (30. ženska olimpijada) | Budimpešta     | Indija 19     | Kazahstan 18     | SAD 17          |

## Galerija
- Kartica s rezultatima Bobbyja Fischera iz 3. igre partije protiv Miguela Najdorfa tijekom Šahovske olimpijade 1970. godine.
- znak 6. Šahovske olimpijade u Varšavi1935. godine J.Steifer